# Komsomólskoie (Txetxènia)
|  | Per a altres significats, vegeu «Komsomólskoie». |

Komsomólskoie (en rus: Комсомольское) és un poble de la república de Txetxènia, a Rússia, segons el cens del 2022 tenia 5.315 habitants.